# Karl Ludwig Weisser
Karl Ludwig Weisser (* 2. Juni 1823 in Unterjettingen; † 26. Februar 1879 in Stuttgart) war ein deutscher Lithograf und Kunstgelehrter.

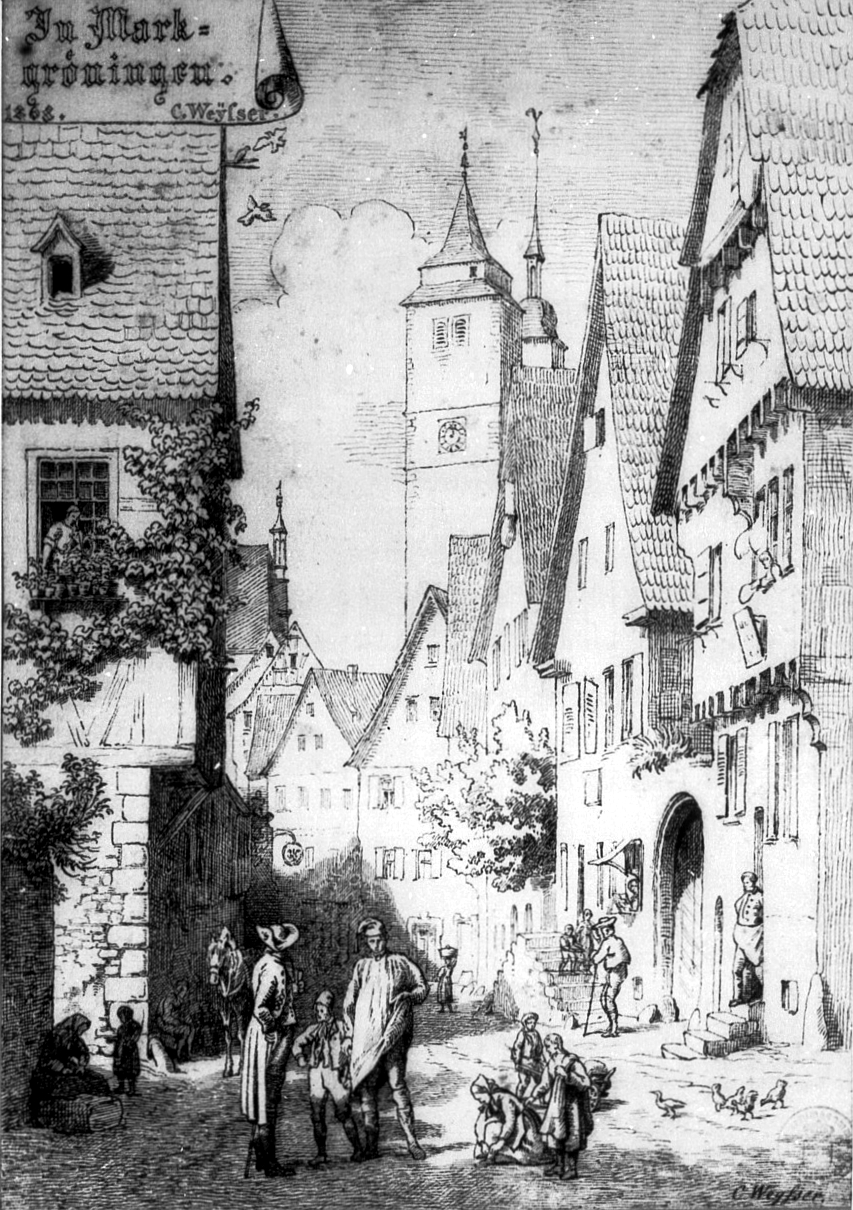
Karl Ludwig Weisser: Straßenszene in Markgröningen (1868)

## Leben
Karl Ludwig Weisser (auch Weißer) wurde in Unterjettingen als Pfarrerssohn geboren. Als er seinen Vater 1828 verlor, wurde er von seinem mütterlichen Onkel, Pfarrer Karl Christian Gratianus in Sondelfingen bei Reutlingen aufgenommen. Hier, wie auch später wieder bei seiner Mutter, fand er sein Interesse für die Kunst. Da die Geldmittel für eine Künstlerlaufbahn fehlten, ging er 1837 beim Lithografen Gottfried Küstner in Stuttgart in die Lehre. Er durfte nebenbei in der Gewerbe- und Kunstschule Figuren- und Ornamentenzeichnen studieren, wie auch nach antiken und lebenden Modellen zeichnen. Wegen Kurzsichtigkeit verzichtete er auf den Kindheitstraum, Maler zu werden. Er vertiefte sich in die Werke der Kunstschriftsteller Johann Joachim Winckelmann, Johann Heinrich Meyer und Karl Schnaase. Seine kunstphilosophischen Studien führten ihn zu Immanuel Kant und Georg Hegel. Nach zweijähriger Lehrzeit konnte er von der Lithografie und als Illustrator für die Verlage Franckh, Becher und Krabbe in Stuttgart leben. Bis auf ein Bild aus dem Jahr 1842 hat er seine Werke nicht signiert.
1848 schloss er sich der demokratischen Partei in Württemberg an, zu deren Führer sein Bruder, der Schriftsteller Adolf Weisser (1815–1863), damals Redakteur von Der Beobachter – ein Volksblatt für Württemberg sowie seine Dichterfreunde Hermann Kurz und Ludwig Pfau gehörten. Als Pfau fliehen musste, übernahm Weisser im Sommer 1849 für ein Jahr die Redaktion der politischen Satirezeitschrift Eulenspiegel. Als verantwortlicher Redakteur wurde er im Frühjahr 1850 wegen Majestätsbeleidigung durch die Veröffentlichung eines nicht von ihm stammenden, satirischen Bilds, zu acht Monaten Festungshaft verurteilt. 1851 heiratete er die Stuttgarterin Karoline Pfeiffer. Eine seiner Töchter war die 1854 geborene Malerin Emilie Weisser.
1858 ließ Wilhelm I. von Württemberg das Inspektorat der königlichen Kupferstichsammlung eröffnen. Nachdem Weisser vom König rehabilitiert worden war, übernahm er deren Leitung, katalogisierte die Sammlung mit seiner Frau neu und erweiterte sie sachkundig. Von 1862 bis 1866 (ab 1863 als Professor) erhielt er den Lehrauftrag für Kunstgeschichte an der Kunstschule Stuttgart. Ab 1866 lehrte er die Kostümkunde mit kunstgeschichtlichen Exkursen. Sein großes Wissen schrieb er in Die Kunst für alle, eine Sammlung der vorzüglichsten Malerstiche, Radirungen und Formschnitte des 15. bis 17. Jahrhunderts, mit besonderer Beziehung auf Kunst- und Kulturgeschichte in Photographiedrucken von M. Rommel nieder.
Er starb am 26. Februar 1879 an einer Rippenfellentzündung in Stuttgart.

## Werke
- Illustrationen für Vergißmeinnicht. Taschenbuch der Liebe, der Freundschaft und dem Familienleben des deutschen Volkes gewidmet von Karl Spindler
- 1848: Bilderatlas zum Studium der Weltgeschichte
- Heinrich Gottlieb Gutekunst (Hrsg.): Die Kunst für alle, eine Sammlung der vorzüglichsten Malerstiche, Radirungen und Formschnitte des 15. bis 17. Jahrhunderts, mit besonderer Beziehung auf Kunst- und Kulturgeschichte. Mit erläuterndem Text von Ludwig Weisser und Carl von Lützow. Photographie-Druck von Manfred Rommel. Stuttgart 1880.